# 四面半無窮星形六面體
四面半無窮星形六面體（Tetrahemihexacron）有時稱為三維瑞士十字（3D Swiss cross），是一種無窮星形多面體，其有部分頂點落在無窮實射影平面上，因此，四面半無窮星形六面體的經典具象化為三個無限延伸的四角柱連接其7個頂點中的3個位於無窮實射影平面上的頂點。四面半無窮星形六面體的對偶多面體為四面半六面體，為數學家溫尼爾的著作《多面體模型》中之形狀W67的對偶多面體。

## 結構
四面半無窮星形六面體是四面半六面體的對偶多面體。由於四面半六面體有部分面幾何中心落在整個立體的幾何中心上，因此其對偶多面體的頂點會落在無窮遠處，即無窮实射影平面上的點。
在這樣的結構下，四面半無窮星形六面體中心處有4個頂點，位於立方體內嵌正四面體的4個頂點，並由這4個頂店連接3個位於無窮实射影平面上的無窮遠點。

### 具象化

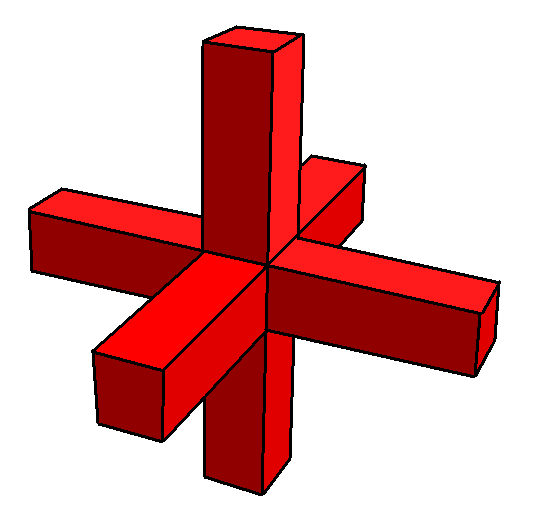
溫尼爾的四面半無窮星形六面體具象化

一般來說，這樣的立體無法被具象化。為了具像化這種立體，溫尼爾在著作《對偶模型》中將其描述為由無限高的柱體組合構成的立體。四面半無窮星形六面體被具象化為3個雙向延伸的正四角柱，底面為正方形，每個方向的柱體延伸到相同的無窮遠點，以保持整體的對稱性。在實際上被具象化的模型通常只會展現這個無窮高立體的局部，也就是會截去遠離幾何中心一定距離外的立體。溫尼爾建議讓這些幾何形狀分類到一類新的星形多面體，稱為無窮星形多面體。然而，由於其包括了無窮遠點，因此其無法滿足多面體通常的定義，僅能被視為廣義的多面體。另一方面，由於其立體中心部分可以視為一個立方體，因此廣義上來說，這個立體也可以視為是星形立方體的一種。溫尼爾提出的具象化模型雖然在理論上有些缺陷，但已足以作為一種具像化的方式。
2017年，保羅·蓋柳納斯（Paul Gailiunas）提出了一種將無窮星形多面體具象化為有限大小幾何結構的具象化方式，其使用曲線的方式來表達無窮星形多面體的拓樸結構。

## 性質
根據對偶多面體的定義，對偶多面體為頂點與面交換，因此對偶多面體的面數會等於原始多面體的頂點數、對偶多面體的頂點數會等於原始多面體的面數，而邊數不變。因此四面半無窮星形六面體應有6個面、12條邊和7個頂點。在2017年保羅·蓋柳納斯所指出的一種具象化方式，其將四面半無窮星形六面體表達為由6個相對無限延伸之直角所構成的，這些無限延伸的直角以共面分離的兩兩一組形成一個分離多邊形的面（入下圖右圖的黃色面），並且這個面以的兩兩分離的四條邊皆連接到位於無窮实射影平面上的無窮遠點。

保羅·蓋柳納斯所指出的一種四面半無窮星形六面具象化方式
該具象化方式的四邊形面

在拓樸上，對偶多面體的面數通常會與原始立體的頂點數相同，因此四面半六面體的對偶多面體應包含了7個頂點，其中3個頂點位於無窮实射影平面上，在方向上對應於八面體半形（一種抽象多面體）的三個頂點；其餘四個頂點位於中央立方體，並交錯地以立方體半形（在此處具象化為正四面體）的方式分佈。
由於這個立體有頂點位於無窮实射影平面上，因此無法定義其表面積與體積。

## 用途
四面半無窮星形六面體的局部結構曾出現在一些建築結構的設計中。

## 外部連結
- 埃里克·韦斯坦因. . MathWorld.
- . （原始内容存档于2023-11-29）.